# Elecciones presidenciales de Ecuador de 1988
Las elecciones presidenciales de Ecuador de 1988 constó de dos vueltas electorales, realizadas el domingo 31 de enero y domingo 8 de mayo de ese mismo año, en las que triunfó Rodrigo Borja Cevallos sucediendo a León Febres-Cordero Ribadeneyra.

## Antecedentes
Durante el gobierno de León Febres-Cordero Ribadeneyra el precio del barril de petróleo cayó a su número más bajo y los oleoductos fueron dañados y destruidos producto de una consecuencia del terremoto que devastó en el Oriente, por lo que el país se quedó sin ingresos petroleros por meses, intensificando la crisis económica que vivía el país. Por esta coyuntura política, la izquierda empezó a ganar mucho más apoyo en el electorado.
Borja se destacó claramente con el 24,5% de los votos sobre sus nueve contrincantes, y en la segunda definitiva ronda del 8 de mayo venció a Bucaram con el 54% de los sufragios.

## Candidatos
Los siguientes fueron los candidatos a Presidente y Vicepresidente inscritos oficialmente en el Tribunal Supremo Electoral. Se específica el partido, movimiento o alianza política que patrocinaron a los candidatos como fueron inscritos en el Tribunal Supremo Electoral, incluyendo además los partidos nacionales inscritos en el TSE que apoyaron las candidaturas, siendo estos ordenados de acuerdo al número de lista:
| Lista    | Partido / Movimiento | Partido / Movimiento | Presidente                         | Cargos importantes                                      | Vicepresidente                  | Cargos Importantes                                       | Eslogan                        |
| -------- | -------------------- | --- | ---------------------------------- | ------------------------------------------------------- | ------------------------------- | -------------------------------------------------------- | ------------------------------ |
| 2        |                      | Partido Liberal Radical Ecuatoriano | Miguel Albornoz Ruiz (PLRE)        | Secretario de la Administración Pública (1948 - 1949)   | Roberto Goldbaum Morales (Ind.) | Empresario                                               | "Liberal de Corazón"           |
| 4        |                      | Concentración de Fuerzas Populares | Ángel Duarte Valverde (CFP)        | Ministro de Agricultura (1969 - 1970)                   | Teresa Minuche Murillo (Ind.)   | Superintendenta de Compañías (1979 - 1984) (1984 - 1987) | "Pueblo y Progreso"            |
| 5        |                      | Democracia Popular | Jamil Mahuad Witt (DP)             | Ministro de Trabajo (1983 - 1984)                       | Juan José Pons Arízaga (Ind.)   | Empresario                                               | "El Camino a un Nuevo Ecuador" |
| 6 1      |                      | Partido Social Cristiano Partido Conservador Ecuatoriano                                                                                 | Sixto Durán-Ballén Cordovez (PSC)  | Diputado Nacional (1984 - 1988)                         | Pablo Baquerizo Nazur (Ind.)    | Ingeniero Civil                                          | "El Poder de la Experiencia"   |
| 8        |                      | Partido Republicano | Guillermo Sotomayor Navas (Ind.)   | Ingeniero Metalúrgico                                   | Leonardo Droira Canelos (Ind.)  | Ingeniero Civil                                          | "Oro para el Desarrollo"       |
| 10       |                      | Partido Roldosista Ecuatoriano | Abdalá Bucaram Ortiz (PRE)         | Alcalde de Guayaquil (1984 - 1985)                      | Hugo Caicedo Andino (Ind,)      | Diputado por Pichincha (1980 - 1984)                     | "La Fuerza de los Pobres"      |
| 12       |                      | Izquierda Democrática | Rodrigo Borja Cevallos (ID)        | Diputado Nacional (1979 - 1984)                         | Luis Parodi Valverde (Ind.)     | Rector de la ESPOL (1974 - 1978)                         | "Ahora le toca al Pueblo"      |
| 13 17 11 |                      | Unidad Patriótica del Pueblo: - Acción Popular Revolucionaria Ecuatoriana - Partido Socialista Ecuatoriano - Partido Liberación Nacional | Frank Vargas Pazzos (APRE)         | Jefe del Comando Conjunto de las F.F.A.A. (1984 - 1986) | Enrique Ayala Mora (PSE)        | Diputado por Imbabura (1986 - 1988)                      | "Ser Libres"                   |
| 14       |                      | Frente Radical Alfarista | Carlos Julio Emanuele Morán (Ind.) | Gerente del Banco Central del Ecuador (1984 - 1988)     | Pedro Arteta Martínez (FRA)     | Ministro de Industrias (1966)                            | "El Mejor"                     |
| 15 9     |                      | Frente de Izquierda Unida: - Movimiento Popular Democrático - Frente Amplio de Izquierda                                                 | Jaime Hurtado González (MPD)       | Diputado Nacional (1979 - 1984)                         | Efraín Àlvarez Fiallo (FADI)    | Diputado Nacional (1984 - 1988)                          | "El Poder para el Pueblo"      |

## Sistema electoral
El presidente y vicepresidente de la República serán elegidos por mayoría absoluta de sufragios computados sobre el número total de votos válidos. Se entenderá por mayoría absoluta la mitad más uno de los votos válidos emitidos. Si en la primera vuelta ninguno de los binomios que compitan en la elección de presidente y vicepresidente de la República logrará mayoría absoluta, se realizará una segunda votación en la que se concretará la elección entre los dos binomios que hubieren alcanzado el mayor número de votos.

### Requisitos para ser Presidente
Para ser presidente de la República se requiere ser ecuatoriano por nacimiento; estar en goce de los derechos de ciudadanía; tener 35 años de edad, por lo menos, al momento de la elección; estar afiliado a uno de los partidos políticos reconocidos legalmente; y, elegido por mayoría absoluta de sufragios, en votación directa, universal y secreta, conforme a la ley. No puede ser elegido presidente de la República:
1. Quien ya haya ejercido la presidencia de la República
2. Quien fuere pariente del Presidente de la República en ejercicio, dentro del cuarto grado de consanguinidad o segundo de afinidad
3. Quien haya ejercido la vicepresidencia de la República en el período inmediatamente anterior a la elección
4. Quien sea ministro o secretario de Estado al tiempo de la elección o seis meses antes de esta
5. Quien sea miembro activo de la Fuerza Pública o lo hubiere sido seis meses antes de la elección
6. Quien sea ministro o religioso de cualquier culto
7. Quien personal o como representante de personas jurídicas tenga contratos en el Estado
8. Quien sea representante legal de compañías extranjeras

## Campaña Electoral
La campaña estuvo marcada por discursos de libertad política y social, la lucha contra el desempleo y la crisis económica. Esta fue la primera campaña en la que las cuñas televisivas tuvieron una gran importancia en el resultado de las elecciones, incrementándose el gasto electoral, empapelando las ciudades del país con afiches de los partidos y sus candidatos, práctica que se ha mantenido en la política ecuatoriana.  
Estas fueron las primeras elecciones en las que se permitió la conformación de alianza electorales con personería jurídica. Durante esta elección fue la primera y única vez en la historia política de Ecuador que los dos candidatos que disputaron el balotaje tenían ideología política de centro izquierda.  Los candidatos fueron: 

### Rodrigo Borja Cevallos- Izquierda Democrática
Rodrigo Borja Cevallos en su tercera candidatura. Borja se posicionó como el líder de la oposición durante el gobierno de Febres Cordero, ganando popularidad al igual que su partido. Su campaña se centró en responder a las necesidades de los sectores populares, prometiendo reformas políticas profundas para poder lograr mejorar la condición de vida de la población a través de una mayor inversión del gobierno en proyectos sociales, enfocándose principalmente en resolver el alto costo de la canasta básica, los productos de primera necesidad, los alimentos y los artículos esenciales para los hogares ecuatorianos, utilizando cuñas televisivas para representar esto. En esta campaña se presentó su cuña musical más recordada "Mi amigo Borja ama su gente", al son de la melodía de "Mi amigo el cóndor" interpretada por Gustavo Velásquez cuando ocupó el segundo lugar en el Festival de la OTI en su décima sexta edición.
Propuso restablecer las libertades sociales y la paz al país. Sus lemas de campaña fueron "Ahora le toca al Pueblo", "La Patria Primero", "El Pueblo está contigo", "Rodrigo Borja: El Presidente", entre otros. Borja se presentó como un candidato serio, formal, preparado académicamente e intelectual, con un programa de gobierno estructurado con sustento ideológico, lo que atrajo al electorado de la sierra permitiéndole ganar tranquilamente ambas vueltas electorales. Borja es el primer presidente electo del país de orientación política de centro izquierda.

### Abdalá Bucaram - Partido Roldosista Ecuatoriano
Abdalá Bucaram por el Partido Roldosista Ecuatoriano de corte populista. Hermano de la esposa de Jaime Roldós y sobrino de Assad Bucaram, fue alcalde de Guayaquil durante el gobierno de Febres Cordero, terminando en el exilio luego de ser encarcelado por orden del presidente por presunto peculado y por injuriar a las FF. AA.. En 1986, el Congreso Nacional de Ecuador le concedió amnistía, candidatizandose a la presidencia.
Su campaña fue agresiva, usando la lucha de clases en su discurso, insultando al presidente Febres Cordero y a los políticos de derecha, a quienes denominaba como "la oligarquía". Presentó una imagen mesiánica que captó a los sectores populares de la costa. Sus lemas de campaña fueron "Abdalá: La Fuerza de los Pobres", "Presidente de la justicia", "Presidente de todos", entre otros. Utilizaron cuñas musicales con imágenes de la población en pobreza extrema, siendo la más recordada "Por eso es que me llaman loco", utilizando a su favor el apodo que le habían dado sus adversarios políticos por su personalidad y "Abdalá, La Fuerza de los Pobres", utilizando a su favor la primera versión original de la canción del Partido Roldosista Ecuatoriano (PRE). Su campaña tuvo mucha acogida en la Costa, región que ganó por completo en la segunda vuelta.
En esta campaña se presentaron sus cuñas musicales más recordadas como son: "El Loco" interpretada por Abdalá Bucaram compuesta y dirigida a cargo del arreglo y la dirección de Gustavo Pacheco en el Lado A y "La Fuerza de los Pobres (Versión Ahora se escucha más fuerte)" interpretada por Victor Miranda compuesta por Victor Miranda y Abdalá Bucaram y dirigida a cargo del arreglo y la dirección de Richard Antón en el Lado B en un disco LP de 45 revoluciones por minuto el cual lanzó al mercado en 1988.

### Sixto Durán-Ballén - Partido Social Cristiano
Sixto Durán Ballén fue el candidato oficialista por el Partido Social Cristiano. El gobierno de Febres Cordero había ocasionado un deterioro en la popularidad del partido en la Sierra, por lo que se presentó como candidato a Durán Ballén. El PSC en 1987 concedió amnistía a Abdalá Bucaram con la intención de dividir el voto progresista y evitar un triunfo de Borja, estrategia que falló ya que Durán Ballén obtuvo el tercer lugar en Primera Vuelta, no logrando avanzar a la Segunda Vuelta. En esta campaña se presentaron sus cuñas musicales más recordadas tales como: "Sixto" al son de la melodía de "Sexo" interpretada por Los Prisioneros compuesta por Jorge González bajo la adaptación escrita por Al-Mar, interpretada por el Grupo Experiencia y dirigida a cargo del arreglo y la dirección de Gustavo Pacheco en dos versiones: una era la versión cantada en el Lado A y otra era la versión instrumental en el Lado B en un disco LP de 45 revoluciones por minuto denominado "Frente de Juventudes Independientes Pro Sixto Durán-Ballén" el cual lanzó al mercado en 1987. y "Sixto y Pablo" al son de la melodía de "La bamba" interpretada por Los Lobos.

### Frank Vargas Pazzos - Unidad Patriótica del Pueblo
Frank Vargas Pazzos por Acción Popular Revolucionaria Ecuatoriana y el Partido Socialista Ecuatoriano. Ex Comandante de la Fuerza Aérea Ecuatoriana, personaje principal durante la crisis política del gobierno de Febres Cordero denominada como "El Taurazo", presentado como candidato por el APRE, partido populista de corte progresista aprovechando su reconocimiento nacional. Ganó ampliamente en su provincia natal de Manabí solamente en la primera vuelta.

## Sondeos a boca de urna

### Primera vuelta
| Fecha      | Encuesta | Rodrigo Borja Cevallos | Abdalá Bucaram | Otros |
| ---------- | -------- | ---------------------- | -------------- | ----- |
| 30/01/1988 | Cedatos  | 22.6%%                 | 15.3%          | 62.1% |

### Segunda vuelta
| Fecha      | Encuesta | Rodrigo Borja Cevallos | Abdalá Bucaram |
| ---------- | -------- | ---------------------- | -------------- |
| 08/05/1988 | Cedatos  | 54.1%                  | 43.8%          |

## Resultados
|  | 24.48 % |

|  | 54.00 % |

|  | 17.61 % |

|  | 46.00 % |

|  | 14.72 % |

|  | 12.63 % |

|  | 11.57 % |

|  | 7.86 % |

|  | 5.03 % |

|  | 3.38 % |

|  | 1.61 % |

|  | 1.11 % |

|  | 100 % |

|  | 100 % |

### Resultados de la Primera Vuelta a nivel provincial
| Provincias       | Rodrigo Borja | Abdalá Bucaram | Sixto Durán Ballén | Frank Vargas Pazzos | Jamil Mahuad | Ángel Duarte | Jaime Hurtado | Carlos Julio Emanuele | Miguel Albornoz | Guillermo Sotomayor |
| ---------------- | ------------- | -------------- | ------------------ | ------------------- | ------------ | ------------ | ------------- | --------------------- | --------------- | ------------------- |
| Azuay            | 40,4%         | 6,9%           | 12,5%              | 9,4%                | 17,2%        | 3,9%         | 6,2%          | 1,2%                  | 0,6%            | 1,8%                |
| Bolívar          | 32,8%         | 6,0%           | 13,3%              | 13,2%               | 8,0%         | 13,2%        | 2,8%          | 4,4%                  | 5,4%            | 0,9%                |
| Cañar            | 40,3%         | 13,6%          | 12,4%              | 7,7%                | 10,9%        | 4,2%         | 7,6%          | 2,2%                  | 0,5%            | 0,6%                |
| Carchi           | 33,0%         | 4,6%           | 15,3%              | 13,3%               | 17,2%        | 3,4%         | 6,7%          | 1,3%                  | 4,6%            | 0,5%                |
| Cotopaxi         | 23,4%         | 10,5%          | 8,5%               | 16,5%               | 18,4%        | 8,6%         | 8,4%          | 3,4%                  | 1,1%            | 1,4%                |
| Chimborazo       | 26,3%         | 6,5%           | 8,8%               | 18,2%               | 17,3%        | 6,7%         | 10,2%         | 3,2%                  | 1,1%            | 1,4%                |
| El Oro           | 31,6%         | 19,9%          | 10,3%              | 3,7%                | 8,9%         | 13,8%        | 6,7%          | 4,0%                  | 0,4%            | 0,8%                |
| Esmeraldas       | 25,2%         | 19,3%          | 11,7%              | 6,0%                | 9,5%         | 14,1%        | 8,8%          | 2,5%                  | 1,9%            | 0,9%                |
| Galápagos        | 25,0%         | 16,3%          | 19,5%              | 11,5%               | 9,0%         | 6,2%         | 9,2%          | 1,1%                  | 2,0%            | 0,2%                |
| Guayas           | 12,4%         | 37,8%          | 18,8%              | 5,0%                | 5,1%         | 11,6%        | 2,2%          | 5,1%                  | 1,0%            | 0,9%                |
| Imbabura         | 30,2%         | 5,6%           | 12,5%              | 27,4%               | 10,8%        | 5,1%         | 5,0%          | 1,2%                  | 0,9%            | 1,2%                |
| Loja             | 28,2%         | 10,2%          | 16,2%              | 3,5%                | 20,5%        | 6,7%         | 10,0%         | 1,2%                  | 2,9%            | 0,5%                |
| Los Ríos         | 16,9%         | 27,9%          | 16,5%              | 4,7%                | 5,9%         | 12,3%        | 5,9%          | 8,1%                  | 1,2%            | 0,6%                |
| Manabí           | 18,2%         | 10,5%          | 14,1%              | 31,1                | 6,1%         | 7,6%         | 1,6%          | 4,1%                  | 6,3%            | 0,5%                |
| Morona Santiago  | 45,7%         | 6,2%           | 3,9%               | 9,1%                | 24,1%        | 3,0%         | 6,2%          | 0,8%                  | 0,7%            | 0,3%                |
| Napo             | 29,9%         | 5,2%           | 8,9%               | 18,6%               | 13,0%        | 12,5%        | 8,9%          | 0,9%                  | 0,9%            | 1,2%                |
| Pastaza          | 36,9%         | 4,7%           | 9,5%               | 20,3%               | 15,5%        | 4,8%         | 4,2%          | 1,2%                  | 1,7%            | 1,1%                |
| Pichincha        | 34,3%         | 5,0%           | 14,0%              | 17,9%               | 17,0%        | 2,6%         | 5,5%          | 1,6%                  | 0,6%            | 1,6%                |
| Tungurahua       | 26,1%         | 11,3%          | 15,3%              | 12,9%               | 18,8%        | 3,6%         | 6,4%          | 2,0%                  | 1,8%            | 1,7%                |
| Zamora Chinchipe | 34,4%         | 5,9%           | 3,6%               | 2,0%                | 17,8%        | 18,7%        | 15,7%         | 0,7%                  | 0,9%            | 0,2%                |

### Resultados del balotaje a nivel provincial
| Provincias       | Rodrigo Borja | Abdalá Bucaram |
| ---------------- | ------------- | -------------- |
| Azuay            | 74,8%         | 25,2%          |
| Bolívar          | 65,7%         | 34,3%          |
| Cañar            | 60,1%         | 39,9%          |
| Carchi           | 55%           | 45%            |
| Cotopaxi         | 64,5%         | 35,5%          |
| Chimborazo       | 70,5%         | 29,5%          |
| El Oro           | 47,6%         | 52,4%          |
| Esmeraldas       | 41,9%         | 58,1%          |
| Galápagos        | 62,4%         | 37,6%          |
| Guayas           | 32,7%         | 67,3%          |
| Imbabura         | 67,3%         | 32,7%          |
| Loja             | 58,6%         | 41,4%          |
| Los Ríos         | 31,5%         | 68,5%          |
| Manabí           | 43,2%         | 56,8%          |
| Morona Santiago  | 69%           | 31%            |
| Napo             | 56,3%         | 43,7%          |
| Pastaza          | 70,5%         | 29,5%          |
| Pichincha        | 78%           | 22%            |
| Tungurahua       | 59,6%         | 40,4%          |
| Zamora Chinchipe | 62,7%         | 37,3%          |

Fuente: